# Trichopsomyia
Trichopsomyia là một chi ruồi trong họ Syrphidae.